# Kasai Wschodnie
Kasai Wschodnie (fr. Kasaï-Oriental, lingala: Kasai ya Monyɛlɛ) –  prowincja w Demokratycznej Republice Konga o powierzchni 170 302 km², zamieszkana w 2012 roku przez 6,9 mln osób. Stolicą jest miasto Mbuji-Mayi. Na mocy konstytucji z 2006 roku Kasai Wschodnie ma zostać podzielone na trzy mniejsze prowincje: Lomami, Sankuru i Kasai Wschodnie w nowych granicach.